# Lindvall & Boklund

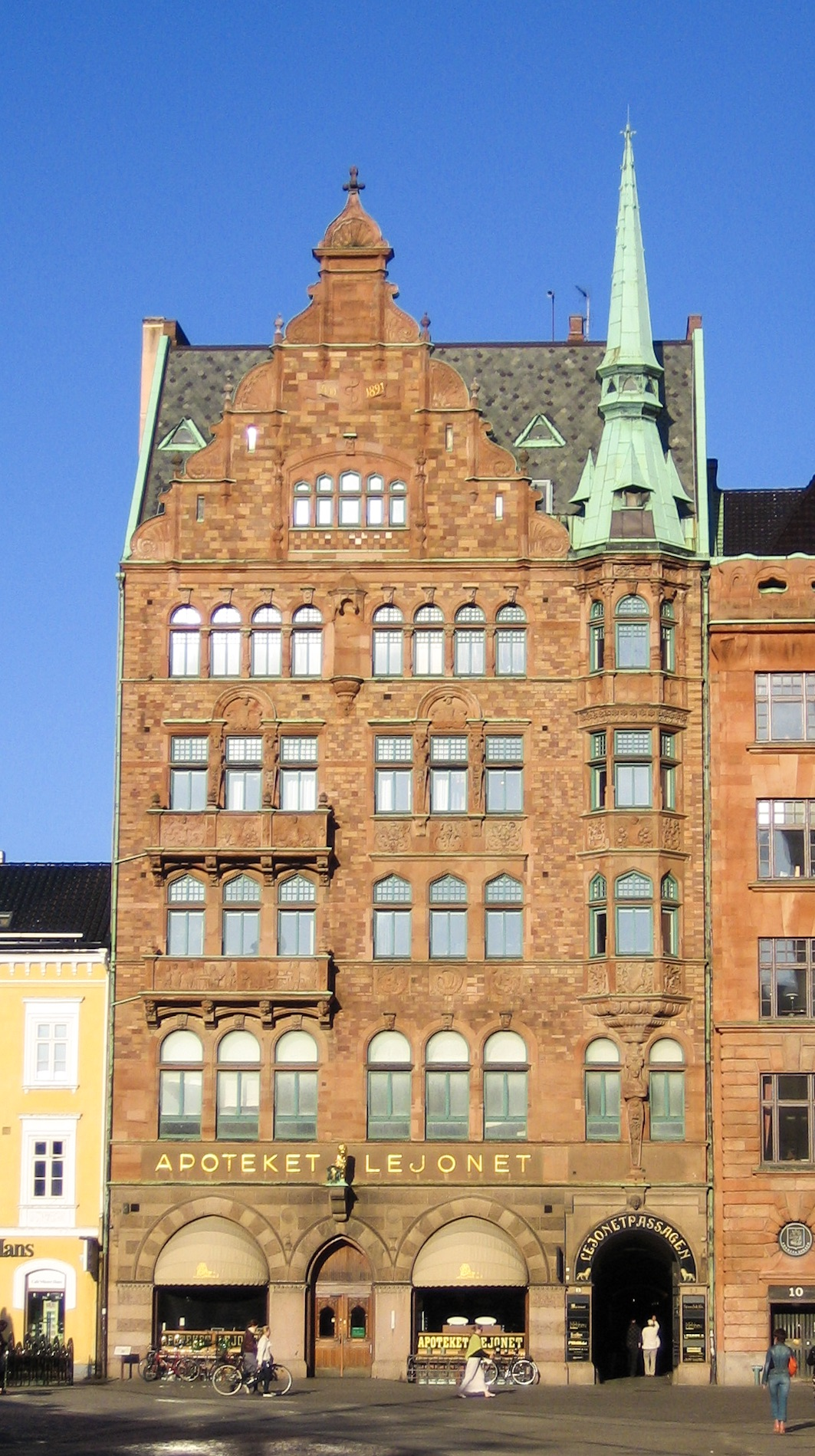
Teschska palatset vid Stortorget i Malmö.

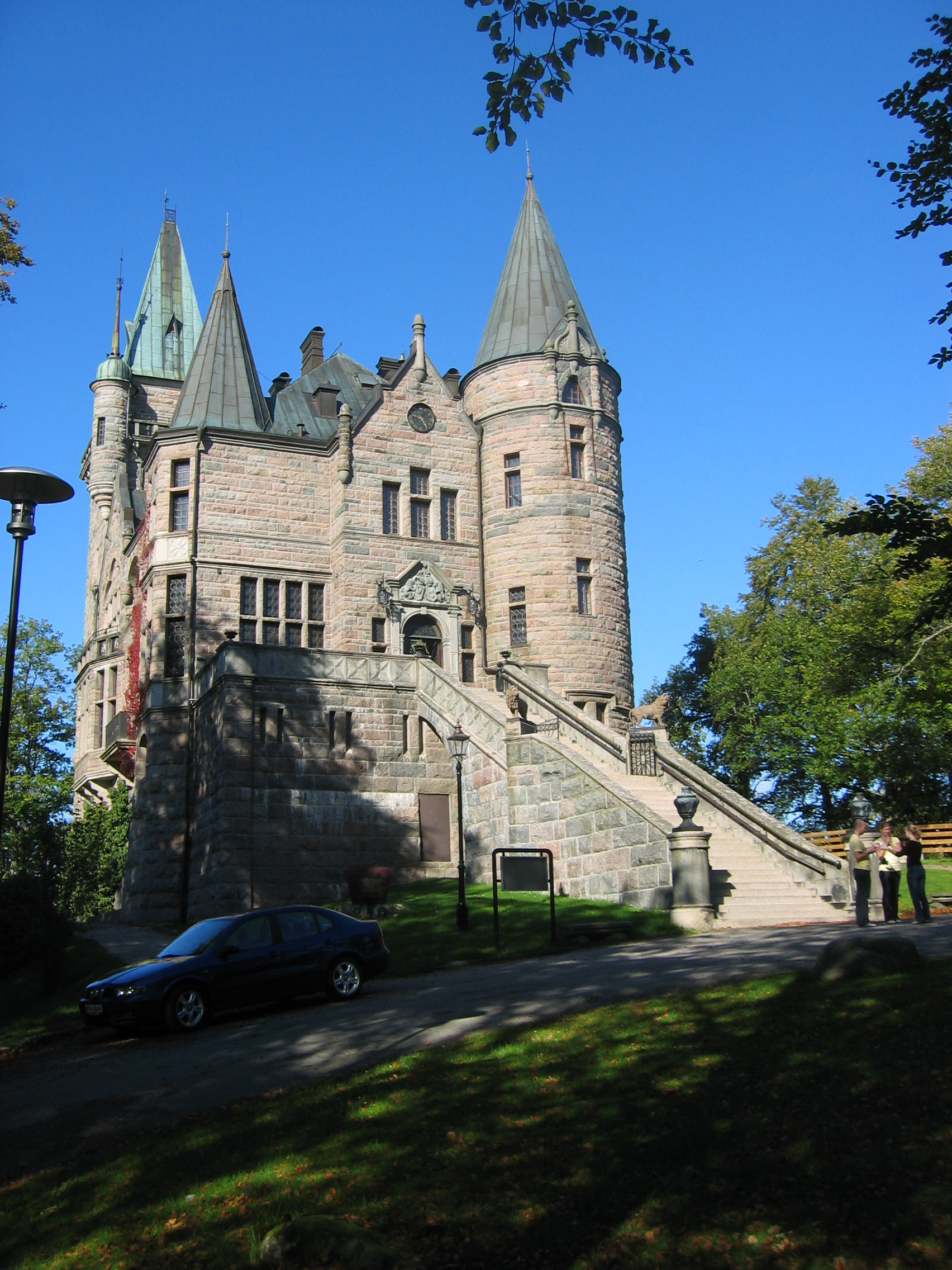
Teleborgs slott, Växjö.

Lindvall & Boklund var ett arkitektkontor i Malmö omkring 1895–1900. Kontoret drevs av Harald Boklund och August Lindvall.

## Några byggnader
- Teleborgs slott, Växjö
- Teschska palatset, Malmö
- Järnvägsstationen Trelleborgs Nedre (senare Trelleborg C)
- Norra Nöbbelövs kyrka
- Södra Åsums kyrka